# Chamaeanthus
Chamaeanthus là một chi thực vật có hoa trong họ, Orchidaceae.